# Завгородний, Александр Сергеевич
Алекса́ндр Серге́евич Завгоро́дний (родился 25 января 1940, Днепродзержинск, Днепропетровская область, Украинская ССР, СССР) — украинский поэт и переводчик с эстонского.

## Биография
Родился в семье журналистов (позднее отец, Сергей Алексеевич (1908—1994), стал писателем).
В 1960—1965 годы учился на факультете украинской филологии Днепропетровского государственного университета. После завершения учёбы работал журналистом в районных и многотиражных газетах. С 1968 года — профессиональный писатель, член Союза писателей Украины. Из опубликованного — поэтические сборники: «Радію людям» (1968), «Перевесло» (1986), «Із подиву і подиху» (1989).
Дважды лауреат Литературной премии Эстонской ССР имени Юхана Смуула и литературной премии им. Максима Рыльского.